# União Lapa Futebol Clube
O União Lapa Foot Ball Club foi um clube brasileiro de futebol da cidade de São Paulo, capital paulista, fundado em 1 de setembro de 1910 por trabalhadores e comerciantes do bairro. Sua sede, na rua Doze de Outubro, era palco de diversos eventos sociais e culturais do bairro. Suas cores eram azul e branco. Seu uniforme era composto de camisa azul celeste, calção branco e meiões pretos. Totalizou nove participações no Campeonato Paulista de Futebol. Após o time passar décadas desativado, atualmente está se organizando uma refundação.

## História
A Lapa tinha o futebol entre os mais desenvolvidos de todos os bairros da capital paulista, mas faltava um representante no campeonato principal. Em 1916, o União Lapa, antiga equipe da região, disputou o certame pela LPF e estava em segundo lugar quando o campeonato foi paralisado. Apesar disto, a equipe continuou disputando por vários anos as divisões menores.

### Participações em estaduais
Participou duas vezes (1916 e 1928) da Primeira Divisão (atual A1) do Campeonato Paulista de Futebol, em 1916 (vice-campeão LPF) e 1928, além de sete participações na segunda divisão, nos anos de 1917, 1919, 1920, 1926, 1927, 1929 e 1930>. 
2017
A Volta do União Lapa Futebol Clube, que hoje conta com time misto, e o profissionalismo está longe dos planos.

## Títulos

### Estaduais
- Campeonato Paulista - Série A2 = 1927